# Dangdut

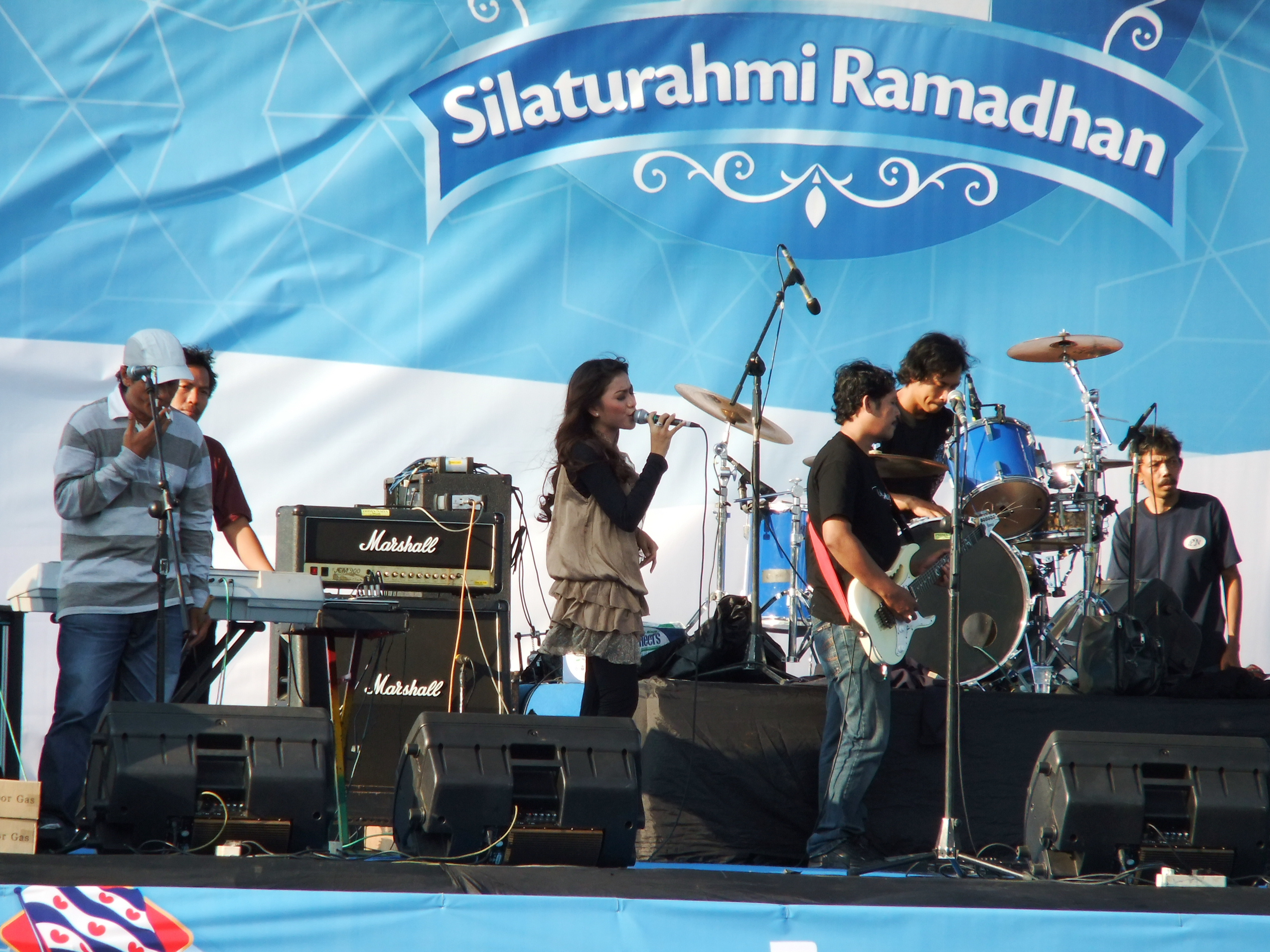
Actuación de dangdut

Dangdut es un género de música popular de Indonesia que es parcialmente derivado de la música malaya, árabe e indostaní.
Se desarrolló en los 1970's entre la juventud musulmana de clase trabajadora, pero a finales de los 1990's alcanzó gran popularidad en toda la clase social baja de Indonesia, Malasia y Filipinas. Sus dos mejores cantantes se llaman tamboras y pechos